# Campionatul Naţional de Fotbal American 2021
Il Campionatul Naţional de Fotbal American 2021 è la 12ª edizione del campionato di football americano di primo livello, organizzato dalla LEFA.

## Squadre partecipanti
| Club               | Città       | Stadio | Sponsor ufficiale | Risultato nella stagione 2019 |
| ------------------ | ----------- | ------ | ----------------- | ----------------------------- |
| Bucharest Rebels   | Bucarest    |        |                   | Campioni                      |
| Bucharest Titans   | Bucarest    |        |                   |                               |
| Cluj Crusaders     | Cluj-Napoca |        |                   | Terzo posto                   |
| Mures Monsters     | Târgu Mureș |        |                   | Quinto posto                  |
| Reșița Locomotives | Reșița      |        |                   | Quarto posto                  |
| Timișoara 89ers    | Timișoara   |        |                   | Secondo posto                 |

## Stagione regolare

### Calendario

#### 1ª giornata
| Bucarest 4 settembre 2021, ore 10:30 | Bucharest Rebels | 18 – 12 referto | Mures Monsters | Metrorex Rugby Field\| Arbitro: \| Secu \| |
| Arbitro:                             | Secu             |                 |                |                                            |

| Bucarest 5 settembre 2021, ore 11:00 | Bucharest Titans | 0 – 56 referto | Reșița Locomotives | Metrorex Rugby Field\| Arbitro: \| Cosmin Nicolescu \| |
| Arbitro:                             | Cosmin Nicolescu |                |                    |                                                        |

| Cluj-Napoca 5 settembre 2021, ore 11:00 | Cluj Crusaders | 14 – 6 referto | Timișoara 89ers | Parc Sportiv Universitar\| Arbitro: \| Secu \| |
| Arbitro:                                | Secu           |                |                 |                                                |

#### 2ª giornata
| Timișoara 18 settembre 2021, ore 11:00 | Timișoara 89ers | 7 – 56 referto | Bucharest Rebels | Teren de sport Textila |

| Târgu Mureș 18 settembre 2021, ore 11:00 | Mures Monsters | 62 – 0 referto | Bucharest Titans | Teren Fotbal Mureșeni |

| Reșița 19 settembre 2021, ore 11:00 | Reșița Locomotives | 39 – 2 referto | Cluj Crusaders | Stadion Gloria |

#### 3ª giornata
| Timișoara 2 ottobre 2021, ore 11:00 | Timișoara 89ers | 40 – 0 referto | Bucharest Titans |  |

| Reșița 3 ottobre 2021, ore 11:00 | Reșița Locomotives | 36 – 16 referto | Mures Monsters |  |

| Cluj-Napoca 3 ottobre 2021, ore 11:00 | Cluj Crusaders | 0 – 80 referto | Bucharest Rebels |  |

#### 4ª giornata
| Bucarest 16 ottobre 2021, ore 15:00 | Reșița Locomotives | 6 – 42 referto | Bucharest Rebels |  |

| Târgu Mureș 16 ottobre 2021 | Mures Monsters | 24 – 18 referto | Timișoara 89ers |  |

| Bucarest 16 ottobre 2021, ore 11:00 | Bucharest Titans | 6 – 40 referto | Cluj Crusaders |  |

#### 5ª giornata
| Cluj-Napoca 30 ottobre 2021 | Cluj Crusaders | 24 – 26 | Mures Monsters |  |

| Timișoara 30 ottobre 2021, ore 11:00 | Timișoara 89ers | 35 – 28 referto | Reșița Locomotives |  |

| Bucarest 31 ottobre 2021, ore 14:00 | Bucharest Rebels | 54 – 6 referto | Bucharest Titans |  |

### Classifica
La classifica della regular season è la seguente:
- PCT = percentuale di vittorie, G = partite giocate, V = partite vinte,  P = partite perse, PF = punti fatti, PS = punti subiti

| Pos. | Squadra            | PCT   | G | V | N | P | PF  | PS  |
| ---- | ------------------ | ----- | - | - | - | - | --- | --- |
| 1    | Bucharest Rebels   | 1.000 | 5 | 5 | 0 | 0 | 250 | 32  |
| 2    | Reșița Locomotives | .600  | 5 | 3 | 0 | 2 | 164 | 95  |
| 3    | Mures Monsters     | .600  | 5 | 3 | 0 | 2 | 114 | 72  |
| 5    | Cluj Crusaders     | .400  | 5 | 2 | 0 | 3 | 56  | 131 |
| 4    | Timișoara 89ers    | .400  | 5 | 2 | 0 | 3 | 106 | 122 |
| 6    | Bucharest Titans   | .000  | 5 | 0 | 0 | 5 | 12  | 252 |

## Playoff

### Tabellone
|  | Semifinali | Semifinali         | Semifinali |                |    | XI RoBowl        | XI RoBowl          | XI RoBowl       |  |
|  |            |                    |            |                |    |                  |                    |                 |  |
|  | 1          | Bucharest Rebels   | 56         |                |    |                  |                    |                 |  |
|  | 1          | Bucharest Rebels   | 56         |                |    |                  |                    |                 |  |
|  | 4          | Cluj Crusaders     | 0          |                |    |                  |                    |                 |  |
|  | 4          | Cluj Crusaders     | 0          |                | 1  | Bucharest Rebels | 40                 |                 |  |
|  |            |                    |            |                | 1  | Bucharest Rebels | 40                 |                 |  |
|  |            |                    | 3          | Mures Monsters | 30 |                  |                    |                 |  |
|  | 2          | Reșița Locomotives | 3          | Mures Monsters | 30 | 26               |                    |                 |  |
|  | 2          | Reșița Locomotives |            |                |    | 26               |                    |                 |  |
|  | 3          | Mures Monsters     | 30         |                |    | Finale 3º posto  | Finale 3º posto    | Finale 3º posto |  |
|  | 3          | Mures Monsters     | 30         |                |    |                  |                    |                 |  |
|  |            |                    |            |                |    |                  |                    |                 |  |
|  |            |                    |            |                |    | 2                | Reșița Locomotives | 36              |  |
|  |            |                    |            |                |    | 2                | Reșița Locomotives | 36              |  |
|  |            |                    |            |                |    | 4                | Cluj Crusaders     | 0               |  |

### Semifinali
| Bucarest 13 novembre 2021, ore 13 | Bucharest Rebels | 56 – 0 | Cluj Crusaders |  |

| 14 novembre 2021, ore 11 | Reșița Locomotives | 26 – 30 | Mures Monsters |  |

### Finale 3º - 4º posto
| 28 novembre 2021 | Reșița Locomotives | 36 – 0 | Cluj Crusaders |  |

### XI RoBowl
| 28 novembre 2021 | Bucharest Rebels | 40 – 30 | Mures Monsters |  |

## Verdetti
- Bucharest Rebels Campioni della Romania 2021 (5º titolo)